# Catasetum tricorne
Catasetum tricorne är en orkidéart som beskrevs av Pedro Ortiz Valdivieso. Catasetum tricorne ingår i släktet Catasetum och familjen orkidéer.
Artens utbredningsområde är Colombia. Inga underarter finns listade i Catalogue of Life.